# Magnus V de Noruega
Magnus Erlingsson (1156 - Sognefjord, 1184) fue rey de Noruega en el período entre 1161 y 1184. Era hijo del poderoso noble Erling Skakke y de Cristina Sigurdsdatter.
Durante todo su reinado se vivió una guerra civil entre sus partidarios y sus opositores, y durante la mayor parte su padre funcionó como el regente del reino. Apoyado por la Iglesia, fue el primer monarca noruego en ser coronado. Sus últimos años fueron marcados por la oposición creciente, que terminó por derrotarlo y darle muerte.

## Biografía
Magnus nació en un período de turbulencias en Noruega. Su padre era uno de los principales aliados del rey Inge I en la guerra civil contra los hermanos de este, y su madre una hija del rey Sigurd el Cruzado. Cuando el rey Inge murió en batalla en 1161, sus seguidores se quedaron sin un candidato al trono. Magnus fue designado entonces como el rey de la facción ese mismo año, en oposición a Haakon II, en 1161, con tan solo cinco años.
A la muerte del joven Haakon II, Magnus se convirtió en el único monarca del país, si bien su padre, que tenía el título de jarl, se manejaba como el gobernante de facto. Sin embargo, Magnus no era hijo de ningún rey (una condición hasta entonces necesaria para ser rey), y su gobierno fue considerado ilegítimo. Para legitimar a Magnus, se recurrió a la Iglesia. Esta institución, liderada en Noruega por el arzobispo Øystein de Nidaros, estableció la condición de ser hijo legítimo como condición para alcanzar el trono. Magnus fue coronado en la Antigua catedral de Bergen en 1163, en la primera ceremonia de coronación en la historia de Noruega. Para asegurar su posición, Erling Skakke pactó una alianza con Valdemar I de Dinamarca.
A pesar de que su padre se encargó de eliminar a sus opositores y a los pretendientes en potencia, surgió un nuevo grupo opositor, los birkebeiner. Estos fueron combatidos con dureza, pero en 1177 se unió a ellos Sverre Sigurdsson, un nuevo pretendiente al trono llegado de las Islas Feroe. Sverre representaba un enemigo formidable y vencería a Erling Skakke en 1179.
Magnus continuó la guerra contra Sverre, cada vez con mayores infortunios, pese al importante apoyo de la Iglesia noruega y del papa. La batalla final entre ambos reyes rivales fue la de Fimreite, en el Sognefjord, en 1184, donde Magnus encontró la muerte.

## Descendencia
Se casó con Eldrid Bjørnsdatter (n. 1158) con quien tuvo tres hijos:
- Christina Magnusdatter (n. 1178), que casó dos veces con caudillos bagler: Filippus de Vegen (1175 - 1207) y Reidar Sendemann (1178 - 1214) que murió en Constantinopla.[4]
- Margret Magnusdatter (n. 1180).
- Ingeborg Magnusdatter (1182 - 1213), que casó con Peder Støype, un caudillo birkebeiner. Peder murió en una peregrinación a Tierra Santa.[5]

Con Gyrid Aslaksdatter (n. 1159), hija del caudillo Aslak Unge (n. 1141), tuvo un hijo ilegítimo, Sigurd Magnusson.
Otros hijos conocidos, todos ilegítimos:
- Benedict Skindkniv, sacerdote, asesinado en 1222.
- Erling Steinvegg
- Inge Magnusson
- Vikar Magnusson (1180 - 1190), fue declarado rey de la facción de los Varbelger (Vårbelgene). Murió tras la batalla de Bridstein.

## Magnúss saga ErlingssonarenHeimskringla
Magnúss saga Erlingssonar es uno de los relatos de Heimskringla de Snorri Sturluson sobre los reyes noruegos. Erling Skakke, que había matado al rey Haakon en venganza por la muerte del anterior rey Inge, aseguró el trono para su hijo Magnus que, aunque no era descendiente de una dinastía real por parte paterna, era nieto de Sigurd el Cruzado. Heimskringla finaliza cuando todavía Magnus y su padre Erling tienen las riendas del poder.